# فانوس‌ماهی هکتور
فانوس‌ماهی هکتور (نام علمی: Lampanyctodes hectoris) نام یک گونه از تیره فانوس‌ماهی است.